# Wet Attack: The Empire Cums Back
Wet Attack: The Empire Cums Back ist eine von Interactive Strip entwickelte und 1999 von cdv veröffentlichte erotische Wirtschaftssimulation. Wet Attack: The Empire Cums Back ist der direkte Nachfolger des 1998 erschienenen Wet: The Sexy Empire.

## Spielprinzip
Der Spieler beginnt damit, ein Raumschiff namens „The Tit“ zu stehlen, da sich Lula im Weltraum verirrt hat. Der Spieler folgt Hinweisen, reist von Planet zu Planet, nimmt Fracht auf und verkauft sie gewinnbringend. Von Zeit zu Zeit wird das Raumschiff von Piraten angegriffen, die versuchen, die Fracht zu stehlen. Außerdem kann man sein Schiff mit neuen Motoren, Kanonen und Schilden upgraden. Ziel des Spiels ist, dass der Spieler ein Ganzkörperschiff zusammenbaut, damit er Lula rettet.

## Rezeption
Das Spiel erhielt schlechte Kritiken von Kritikern. GameStar gab dem Spiel 20 %. Jeuxvideo.com gab von 20 nur 7 Punkte. PC Accelerator gab 4/10 Punkte. PC Games gab dem Spiel 52 %. Es gab auch positive Bewertungen. PC Joker bewerte das Spiel mit 71 % und Power Play mit 72 %.